# Monarda humilis
Monarda humilis là một loài thực vật có hoa trong họ Hoa môi. Loài này được (Torr.) Prather & J.A.Keith mô tả khoa học đầu tiên năm 2003.